# ニコラ・ロッシ＝レメーニ
ニコラ・ロッシ＝レメーニ（Nicola Rossi-Lemeni, 1920年11月6日 - 1991年3月12日）は、トルコ出身のバス歌手。

## 略歴
オスマン帝国領コンスタンティノープルのイタリア軍大佐の家に生まれる。声楽教師だった母のクセニア・マカドン等に声楽を学び、1946年にヴェネツィアのフェニーチェ劇場でモデスト・ムソルグスキーの《ボリス・ゴドゥノフ》のヴァルラーム役でデビューを飾った。その翌年から1960年までスカラ座に出演を繰り返し、1952年にはコヴェントガーデン王立歌劇場にも登場した。1952年にはメトロポリタン歌劇場、1954年にはシカゴ・リリック・オペラに出演し、パリ・オペラ座やロシア各地の歌劇場等にも客演して名声を高めた。1958年にはイルデブランド・ピツェッティの《大聖堂における殺人》の初演でペケット役として関わった。
日本では1963年の第4次NHKイタリア歌劇団における『セビリアの理髪師』と、1967年の第5次NHKイタリア歌劇団で『ドン・カルロ』を歌っている。
私生活では、指揮者のトゥリオ・セラフィンの娘と結婚したが離婚、ソプラノ歌手のヴィルジニア・ゼアーニと再婚した。
インディアナ州ブルーミントンにて死去。